# 基斯·查理斯
基斯蒂安·杰曼·查理斯（1981年2月23日—），生於美國密爾沃基，美國籃球運動員，司職中鋒，曾效力東南亞職業籃球聯賽球隊新加坡騰飛之獅。他最喜歡的NBA球員是勒邦·占士，而最喜歡的NBA球隊是密爾沃基公鹿和克利夫蘭騎士。

## 外部連結
- 基斯·查理斯在fiba.basketball（英语）
- 基斯·查理斯在Sports-Reference.com（NCAA）（英语）
- 基斯·查理斯在Eurobasket.com（球員）（英语）
- 基斯·查理斯在Proballers（英语）
- 基斯·查理斯在RealGM（球員）（英语）
- 東南亞職業籃球聯賽